# Cône hertzien

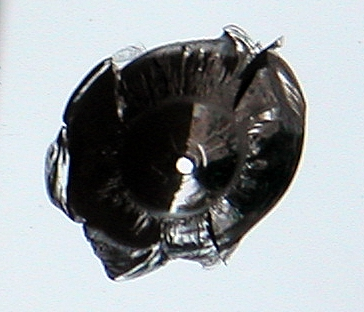
Cône hertzien créé par une balle au travers d'une vitre.

Les cônes hertziens générés par percussion dans la méthode de débitage Levallois sont visibles sur l'animation.

Un cône hertzien est un cône de fracturation produit par la propagation d'une onde dans un solide à partir d'un point d'impact et au-delà d'un seuil d'intensité critique. La fracture qui en résulte peut mener au détachement complet d'une partie du solide d'origine. Ce phénomène doit son nom au physicien allemand Heinrich Rudolf Hertz, qui décrivit ce type de propagation dans plusieurs types de milieux.

## Mécanisme
L'application d'un objet, idéalement sphérique, sur une surface plane d'un matériau cassant, ne met en contact les deux solides que par un point. En augmentant la charge, le contact devient un cercle, à cause de l'élasticité des matériaux utilisés. C'est le contact de Hertz. Mais au-delà d'une force d'application critique, le cercle de contact engendre une fracture circulaire le long de ses bords, qui peut se propager dans tout l'objet cible, de façon conique.
Le cône hertzien a généralement un angle de 104 degrés. Des angles plus aigus peuvent être constatés dans des solides de petite taille ou de matière irrégulière. En balistique, on considère que l'angle est d'autant plus important que le projectile est rapide.

## Applications
Ce principe physique explique la forme, les caractéristiques et les motifs des éclats retirés des nucléus par pression ou par percussion dans les outils préhistoriques. Ce sont aussi les motifs que laissent les impacts de balle au travers du verre. Certains considèrent enfin que les marques laissées sur les rochers par les glaciers en déplacement sont des cônes hertziens.